# Pinus luchuensis
Pinus luchuensis (лат.) — вид растений рода Сосна (Pinus) семейства Сосновые (Pinaceae). Ареал распространения находится на японских островах Рюкю и простирается до высоты 700 метров. Вид очень ветроустойчив и хорошо переносит солёный воздух и морские брызги. Древесина почти не используется в коммерческих целях, но этот вид используется для стабилизации прибрежных песчаных дюн даже за пределами своего естественного ареала.

## Ботаническое описание
Pinus luchuensis — вечнозелёное дерево высотой от 15 до 20 метров с диаметром ствола до 60 сантиметров. Кора ствола серо-коричневая, грубая и чешуйчатая, в нижней части распадается на крупные пластины с бороздами глубиной до 1 сантиметра и шириной от 1,5 до 4 сантиметров. Кора молодых деревьев и ветвей кроны более тонкая, гладкая и сероватая. Формируется несколько ветвей первого порядка, которые обычно длинные и горизонтальные, деревья в естественной среде обитания обычно формируются под воздействием ветра. Ветви высшего порядка являются восходящими и расположены плотно друг к другу. В естественной среде они образуют плоскую, куполообразную крону. Игольчатые веточки голые, более или менее гладкие.
Шишки конической формы, длиной от 10 до 15 миллиметров, шириной от 5 до 7 миллиметров, смолистые. Чешуйки почек вдавленные, оранжевые или ржаво-коричневые. Хвоинки растут попарно в постоянном, около 10 миллиметров длиной, тонком базальном влагалище хвои. Хвоя тёмно-зелёная, прямая или слегка изогнутая, длиной от 10 до 15 сантиметров и толщиной от 0,7 до 1 миллиметра с полукруглым поперечным сечением, тонкая, гибкая, слегка скрученная с мелкопильчатыми краями и заострёнными концами. В каждой игле формируются два проводящих пучка и два или три центральных смоляных канала. На всех сторонах игл имеются мелкие стоматы.
Пыльцевые шишки растут спирально, располагаясь группами, длиной от 1,5 до 2 сантиметров, первоначально жёлтые с красным оттенком, а затем красновато-коричневые. Семенные шишки растут поодиночке или иногда попарно на коротких ножках, длиной от 4 до 5,5 сантиметров, узкояйцевидные в закрытом состоянии и 2,5-3 сантиметра в диаметре в открытом состоянии. Семенные чешуи тускло-коричневые, тонкие деревянистые, жёсткие, удлинённые, прямые или слегка изогнутые в раскрытом состоянии, около 2 см длиной и 1 см шириной в центре конуса. Апофиз блестящий коричневый, слегка приподнятый, с ромбической или округлой окружностью и поперечной килеватостью. Умбо маленький, пирамидальный и вооружён острым, заострённым шипом. Семена эллипсоидно-яйцевидные, длиной 4-5 миллиметров, слегка сплюснутые. Семенное крыло ланцетное, длиной от 10 до 15 миллиметров.
Число хромосом 2n = 24.

## Распространение и среда обитания
Естественный ареал вида находится на островах Окинава и Амами, которые входят в состав островов Рюкю. Pinus luchuensis — морской вид, встречающийся на побережье Окинавы и других островов на высоте до 700 метров. Произрастает на песчаных дюнах, скалистых обнажениях и холмах, часто вблизи побережья в местах, подверженных воздействию ветра. Вид очень устойчив к солёному воздуху и брызгам солёной воды, но также процветает в условиях лесопосадок без ветра и вдали от моря. В естественных условиях у него мало конкурентов, и он обычно образует открытые чистые древостои с небольшим подлеском из трав и кустарников, стабилизирующих песок. Ареал произрастания характеризуется среднегодовыми минимальными температурами от −6,6 до −1,1 °C (20-30 °F).

## Систематика и история исследований
Описание вида опубликовано в 1894 году Генрихом Майром в книге «Über die Kiefern des japanischen Reiches». Родовое название Pinus уже использовалось римлянами для нескольких видов сосен. Видовой эпитет luchuensis происходит от Luchu, бывшего английского названия островов Рюкю. Pinus luchuensis — японский представитель группы из трёх близкородственных и очень похожих видов, к которым причисляют Pinus taiwanensis на Тайване и Pinus hwangshanensis из континентального Китая. Эти виды либо часто напрямую относят к Pinus luchuensis, либо считают разновидностями или подвидами. Pinus luchuensis отличается от Pinus taiwanensis более длинными иглами, меньшим количеством смоляных каналов (два-три вместо четырёх-семи), более короткими шишками и более тонкой корой.

## Использование
Вид имеет незначительное, местное значение как источник древесины. Благодаря своей устойчивости к ветру и солёному воздуху, древесина используется для укрепления прибрежных дюн не только на островах Рюкю, но и в других районах Японии и Тайваня. В качестве декоративного растения не используется.